# W. Eugene Smith

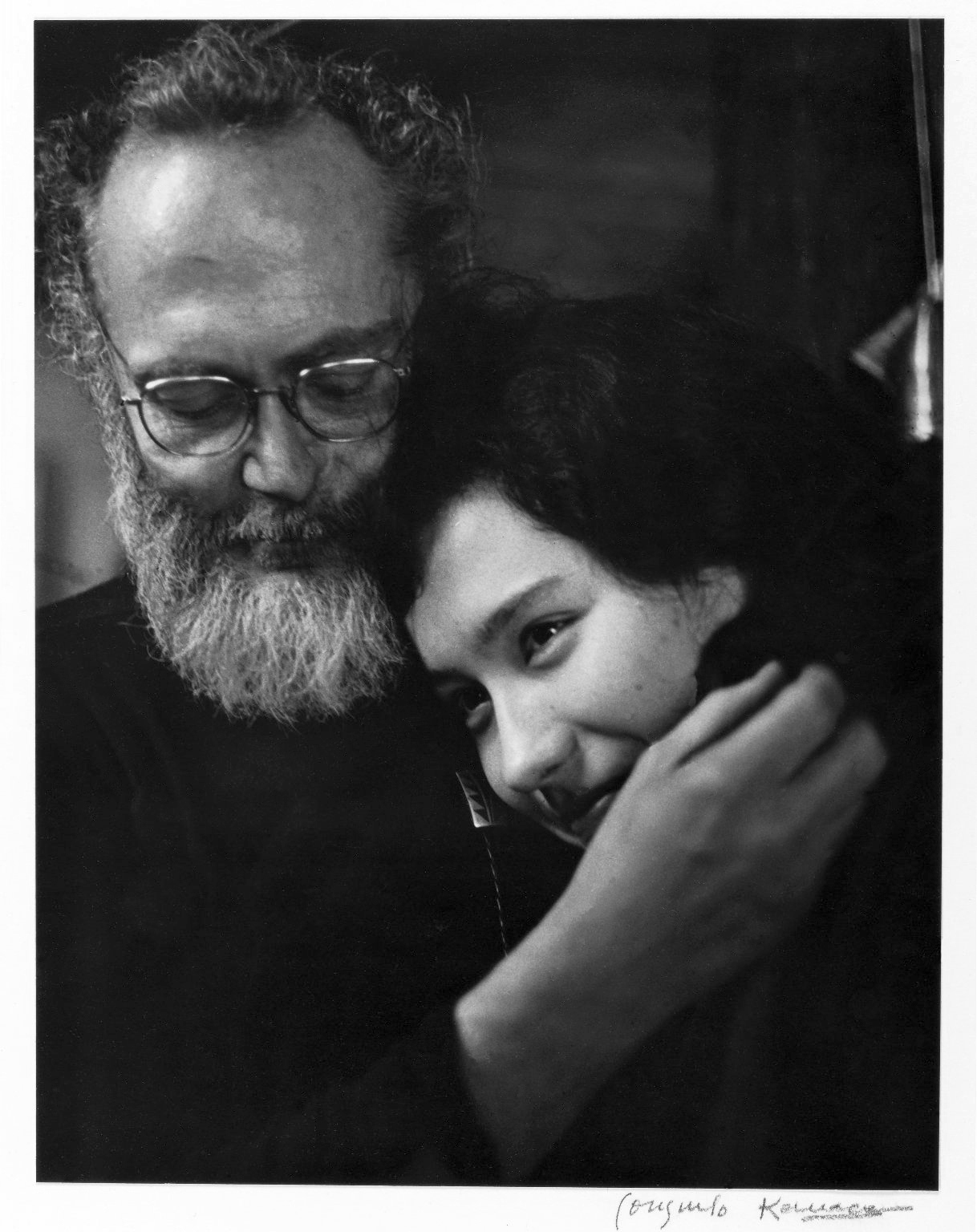
W. Eugene Smith mit seiner Frau Aileen (1974)

William Eugene Smith [smɪθ] (* 30. Dezember 1918 in Wichita, Kansas; † 15. Oktober 1978 in Tucson, Arizona) war ein US-amerikanischer Fotograf. Er war Mitglied der Photo League in New York. Die Photo League war eine Organisation von Fotografen in New York City, die sich der Dokumentation des Lebens in den Arbeitervierteln widmete. Sie wurde 1936 gegründet und bot ihren Mitgliedern Schulungen, Ausstellungsräume und eine Plattform für den Austausch über soziale und kreative Themen. Die Photo League spielte eine wichtige Rolle bei der Entwicklung der sozialdokumentarischen Fotografie in den USA.

## Leben
Der junge Smith besuchte die Pfarrschule in seinem Heimatort. Bereits im Alter von 15 Jahren machte Smith seine ersten Aufnahmen und arbeitete schon bald gelegentlich für zwei Lokalzeitungen, The Wichita Eagle und The Wichita Beacon. 1936 durchlitt er eine persönliche Katastrophe: Sein Vater nahm sich aus wirtschaftlichen Gründen das Leben.
Von 1936 bis 1937 studierte er Fotografie an der Notre-Dame-Universität in South Bend, Indiana, um danach in New York für das Magazin Newsweek und die Agentur Black Star zu arbeiten. Nach drei Monaten wurde er bei Newsweek entlassen, weil er das Kleinbildformat bevorzugte. So wurde er freier Mitarbeiter bei Life, Collier’s, Harper's Bazaar und The New York Times. 1939 erhielt er einen festen Vertrag bei Life, den er zwei Jahre später kündigte; die üblichen Gesellschaftsreportagen ödeten ihn an. Außerdem lehnte er die beim Life Magazin vorherrschende Meinung ab, dass die Arbeit des Fotografen mit der Fertigstellung der Negative abgeschlossen sei: Die Life-Redakteure erwiderten, dass Smith unvernünftig sei und dass andere angestellte Fotografen kein Problem mit den redaktionellen Grundsätzen hätten. Jedem veröffentlichten Fotoessay ging deshalb ein unerfreulicher Austausch von Beleidigungen, Ultimaten und Kompromissen voraus.
Während des Zweiten Weltkriegs fotografierte er für die Presseagentur Ziff Davis Publishing Company, für die er den Pazifikkrieg verfolgte. Als er im März 1944 in New York merkte, dass die Hälfte seiner Fotos der Zensur zum Opfer fielen, kündigte er bei Ziff Davis und kehrte zu Life zurück. Im Juni fotografiert er die Schlacht um Saipan, einen Monat später die Schlacht um Guam und im September wieder Saipan. Er erkrankte und verbrachte Thanksgiving in New York. Dann wieder der Pazifik: Februar 1945 die Schlacht um Iwojima, im April um Okinawa. Am 22. Mai wurde Smith durch Granatsplitter schwer verletzt. In den folgenden zwei Jahren wurde er mehrfach operiert. Im Laufe des Jahres 1946 begann er wieder mit der Fotografie.
Die nächsten Jahre brachten einzigartige Reportagen für das Life Magazine: „Country Doctor“ (1948) (Smith begleitete einen Landarzt), „Spanish Village“ (1950) und u. a. seine wohl bekannteste Aufnahme „Walk to Paradise Garden“, auf dem zwei Kleinkinder aus einem Wald in eine Lichtung treten. Smiths Einzelgängertum und seine Integrität als Künstler machten ihn zu einem Helden. Er war für viele eine Inspiration, allerdings auch ein Paria im Hinblick auf Konventionen. Er war dafür bekannt, dass er mehrere Tage ununterbrochen an einem einzigen Abzug arbeitete, während das Magazin wartete. Seine fotografische Besessenheit begann in seinem Privatleben verheerende Schäden anzurichten. Immer mehr Zeit verbrachte er in seinem Studio und immer weniger Zeit zu Hause bei seiner Familie. Im September 1950 wurde der von seiner Arbeit völlig erschöpfte Smith verhaftet, als er in den Straßen in der Nähe seines Studios nur mit Boxershorts bekleidet ziellos herumlief. Von 1952 bis 1954 schloss Smith nur sechs Aufträge mit dem Life Magazin ab, da er für Routine-Aufnahmen immer mehr Filmmaterial und Zeit benötigte, was der Redaktion hohe Kosten verursachte. Eine Reportage über Albert Schweitzer in Lambaréné war Anlass, sich von Life zu trennen, u. a. da die Zeitschrift sich wieder in seine künstlerischen Ansichten mischen wollte.
Smiths exzessives Verhalten beschränkte sich nicht nur auf die Fotografie. So schätzte er, gemäß verschiedenen Briefen, seine Schallplatten-Sammlung auf 25.000 Stück. Darunter Musik aller möglicher Richtungen, vor allem aber Jazz und Klassik. Durch seinen starken Alkoholkonsum und die Einnahme von Amphetaminen war er in der Lage, drei bis vier Tage durchzuarbeiten, bevor er vor Erschöpfung kollabierte.
Um seine künstlerische Freiheit zu erhalten, stieg Smith 1955 bei der bekannten Fotografenagentur Magnum Photos ein und widmete sich einer umfassenden Reportage über Pittsburgh und dessen Eisenhütten. Er fühlte ein zwingendes Bedürfnis, ein Hauptwerk zu schaffen, damit die Life-Redakteure das Ende der Zusammenarbeit bereuten. Doch Smith schaffte es nicht, das Pittsburgh-Essay in eine Fassung zu bringen, die ihm gefiel. 1958 verließ Smith Magnum, um sich völlig unabhängig seinen Interessen zuzuwenden. So entstand auf einer seiner vielen Japanreisen, auf denen er seine zweite, japanische Frau Aileen kennen lernte, die Reportage über die Minamata-Krankheit, benannt nach der Stadt gleichen Namens, wo der Chemiekonzern Chisso quecksilberhaltige, ungereinigte Abwässer vor der Küste Kumamotos im Meer verklappte. Dadurch kamen viele Neugeborene missgestaltet zur Welt und Tausende erlitten z. T. tödlich endende chronische Quecksilbervergiftungen. Die Öffentlichkeitsarbeit, unterstützt von Smiths Fotos, erlaubte es, die Firma vor Gericht zu bringen. Das Buch „A warning to the world …. Minamata“ wurde 1972 weltbekannt und alle wichtigen Zeitschriften veröffentlichten Smiths Fotos. Während der Aufnahmen wurde er vom Werkschutz zusammengeschlagen. Die Schläge, besonders auf die Augen, führten dazu, dass Smith zeitlebens stark an Sehkraft verlor und er sich aus der Öffentlichkeit zurückzog. Diese Phase seines Lebens bildet die Rahmenhandlung des amerikanischen Spielfilms Minamata von Andrew Levitas aus dem Jahr 2020; W. Eugene Smith wird von Johnny Depp dargestellt.
Zwischen 1957 und 1965 verbrachte Smith den Großteil seiner Zeit in einem New Yorker Loft in der Avenue of the Americas (Sixth Avenue); in dieser Zeit entstanden ca. 40.000 Einzelaufnahmen, in denen er die dort arbeitenden Jazzmusiker wie Thelonious Monk, Charles Mingus, Miles Davis, Roland Kirk, Zoot Sims, Albert Ayler oder Ornette Coleman porträtierte oder aus dem Fenster Straßenszenen festhielt. Die Arbeitsatmosphäre in diesem Loft dokumentierte er auf 1740 Tonbändern mit rund 4000 Stunden Material, die erst 1998 in seinem Nachlass gefunden wurden. Filme und Bänder wurden dann in zwölfjähriger Archivarbeit von Sam Stephenson, Dozent für Documentary Studies an der Duke University, ausgewertet, in einer Ausstellung gezeigt und 2009 in dem Buch The Jazz Loft Project veröffentlicht.
Sein Foto A walk to paradise garden wurde für die The-Family-of-Man-Ausstellung ausgewählt. Im Dezember 1975 schrieb Smiths Arzt einen Brief, in dem er den körperlichen Zustand seines Patienten darlegte. Smith hatte mit 57 Jahren „Diabetes, Leberzirrhose, relativ hohen Blutdruck, chronische Venenstauung mit Stasis dermatitis, kardiovaskuläre Erkrankung und Erkrankung der arteriellen Herzkranzgefäße bei einem vergrößerten Herzen.“ Er starb 59-jährig, völlig verbittert und verarmt, an den Folgen eines Schlaganfalls, der durch seinen Alkohol- und Drogenmissbrauch verursacht wurde. Sein Nachlass befindet sich im Center for Creative Photography der University of Arizona in Tucson.

## Der Stil
Kennzeichnend für seinen fotografischen Stil war neben technischer Perfektion, die er auch unter widrigen Umständen nicht vernachlässigte, seine emotionale Herangehensweise an die von ihm fotografierten Themen. Obwohl er sich als neutraler Beobachter sah und höchste Ansprüche an seine journalistische Ethik stellte, war seine Sichtweise doch nie kalt oder voyeuristisch, sondern immer von Mitgefühl und Leidenschaft geprägt. Mit dieser Haltung und seinen Reportagen prägte er die amerikanische Reportagefotografie über mehr als drei Jahrzehnte.

## W. Eugene Smith Memorial Fonds
W. Eugene Smith hat aus seinem Nachlass-Vermögen eine in New York City ansässige Stiftung begründet. Zur bleibenden Erinnerung vergibt dieser W. Eugene Smith Memorial Fund seit 1980 jährlich den W. Eugene Smith Grant in Humanistic Photography (30.000 Dollar). Seit 1996 ist unter dem gleichen Stiftungsdach außerdem der mit 5000 Dollar dotierte, jährlich vergebene Howard Chapnick Grant dazugekommen.

## Ausstellung
- 2011: W. Eugene Smith. Martin-Gropius-Bau, Berlin

## Fotobände
- W. Eugene Smith, Aileen M. Smith: Minamata. London 1975, ISBN 978-0-03-013631-3 (sehr gut ausgestattetes Buch, guter Druck)
- Gilles Mora, John T. Hill (Hrsg.): W. Eugene Smith: Du côté de l'ombre. Editions du Seuil, Paris 1988 (sehr ausführliches Buch; außergewöhnlich guter Druck)
- W. Eugene Smith. englisch, deutsch, französisch. Könemann, Köln 1999, ISBN 3-8290-2885-7.
- The Jazz Loft Project. Alfred A. Knopf, New York 2009
- Sam Stephenson (Hrsg.): Dream Street: W. Eugene Smith's Pittsburgh Project,  University of Chicago Press 2023